# Gaudiès
Gaudiès (okzitanisch Gaudièrs) ist eine französische Gemeinde mit 235 Einwohnern (Stand 1. Januar 2022) im Département Ariège in der Region Okzitanien. Sie gehört zum Kanton Portes d’Ariège und zum Arrondissement Pamiers. 

## Lage
Sie grenzt im Nordwesten an Mazères, Norden und im Nordosten an Belpech, im Osten an Plaigne (Berührungspunkt), im Südosten an Lapenne, im Süden an Trémoulet und im Westen an Montaut.
Gaudiès liegt am Fluss Hers-Vif, an der westlichen Gemeindegrenze verläuft sein Zufluss Estaut.

## Bevölkerungsentwicklung
| Jahr                       | 1962 | 1968 | 1975 | 1982 | 1990 | 1999 | 2008 | 2016 |
| -------------------------- | ---- | ---- | ---- | ---- | ---- | ---- | ---- | ---- |
| Einwohner                  | 233  | 204  | 180  | 162  | 174  | 200  | 240  | 241  |
| Quellen: Cassini und INSEE |      |      |      |      |      |      |      |      |